# Jean Albrecht Berg von Linde
Jean Albrecht Berg von Linde, född 9 oktober 1793 på Axelvolds gård, död 26 mars 1857 i Malmö, var en svensk jurist och ämbetsman. Han var sonson till Otto Adrian Berg von Linde.

## Biografi
Jean Albrecht Berg von Lindes juristbana ledde till en tjänst som hovrättsråd i hovrätten över Skåne och Blekinge 9 november 1826 och som dess president 3 juli 1844.
Han var tillförordnad landshövding i Malmöhus län från 9 september 1829 till 21 februari 1831.
Han blev kommendör av Nordstjärneorden 27 november 1848 och kommendör med stora korset 28 april 1853.
Han var gift med Margareta Lovisa Bennet (1805-1858) och hade med henne två söner.